# Pięciornik gęsi
Pięciornik gęsi (Potentilla anserina L. lub Argentina anserina (L.) Rydb.) – gatunek byliny kłączowej z rodziny różowatych (Rosaceae). Rośnie w większej części Europy, z wyjątkiem jej południowych części, również na większości obszarów Azji i Ameryki Północnej. W Polsce gatunek pospolity na całym obszarze.
Inne nazwy zwyczajowe i ludowe: srebrnik, pięciornik pospolity, pięćperset gęsi, srebrnik pospolity, gęsie ziele, gęsia trawa, gęsiówka, drabinki, dziewicze ziele.

## Morfologia

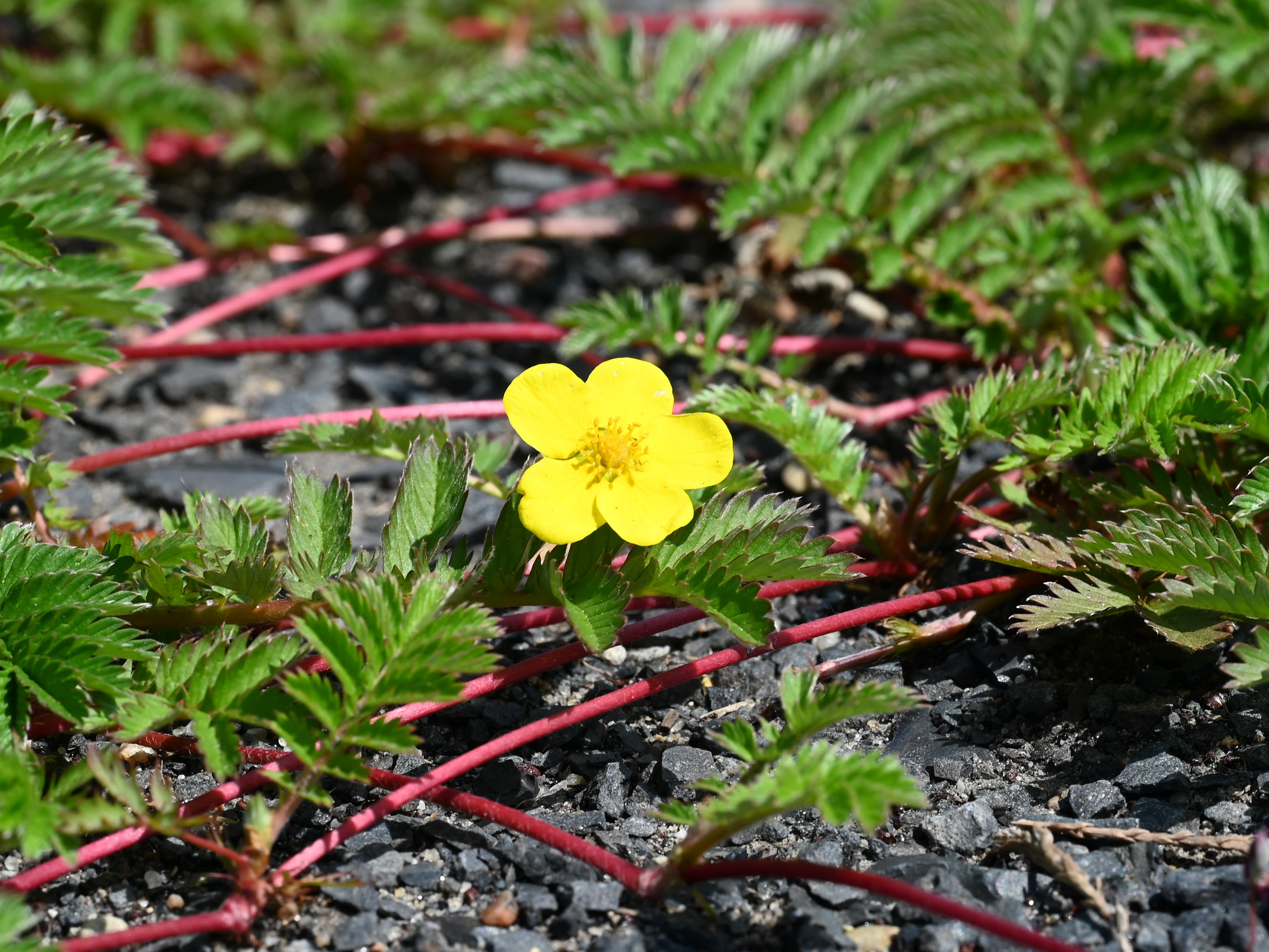
Kwiat

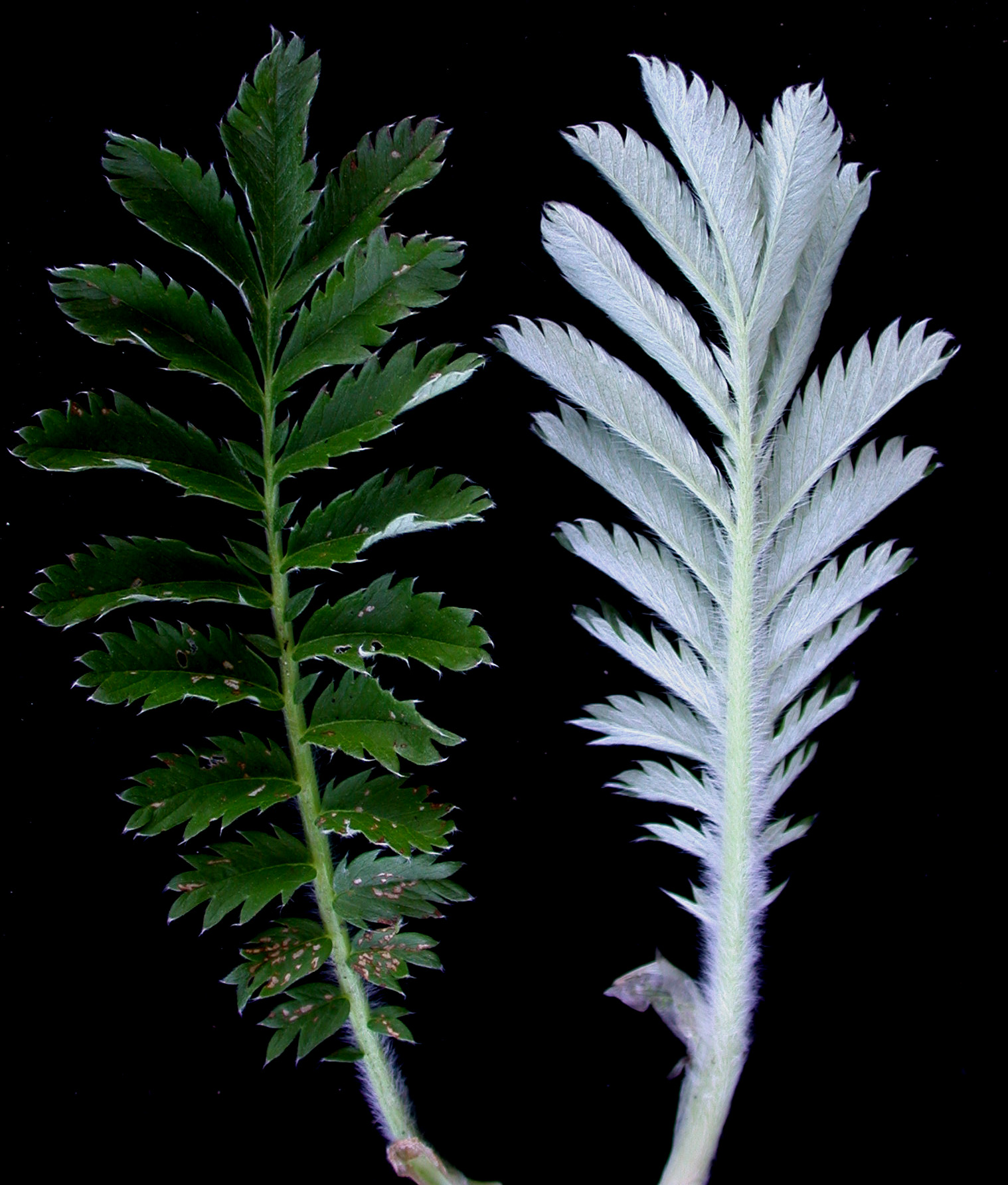
Liść

PokrójKłącze krótkie, okryte resztkami przylistków, zakończone rozetką liści, korzenie wrzecionowato zgrubiałe, mięsiste.
ŁodygaPełzająca lub podnosząca się o długości 15–50 cm.
LiścieNieparzystopierzastodzielne, osiągają długość do 20 cm, złożone z 7–21 listków. Od spodu jedwabiście, srebrzysto owłosione. Listki podługowate, brzeg blaszek wyraźnie piłkowany.
KwiatyPojedyncze, średnicy ok. 2 cm, długoszypułkowe, pięciopłatkowe: działki kielicha wcinane, płatki korony 2 razy dłuższe od działek. Barwa złocistożółta. Pod kielichem występuje jeszcze kieliszek złożony z 5 mniejszych listków. W środku kwiatu liczne słupki i pręciki na wypukłym dnie kwiatowym.
OwoceOrzeszki zebrane w owoc zbiorowy.

## Biologia

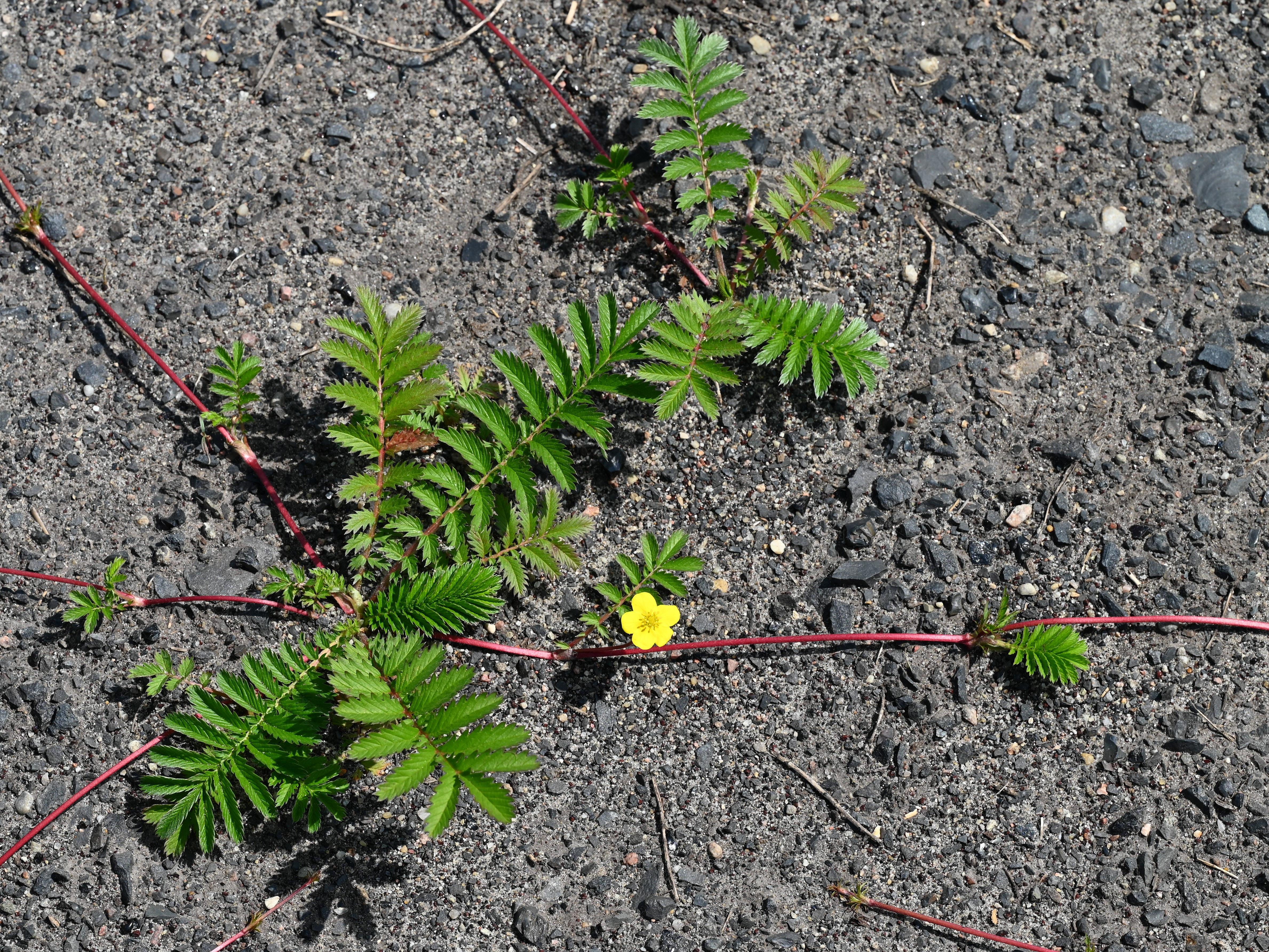
Kwitnąca roślina z rozłogami

Z kątów różyczki liściowej wyrastają cienkie, długie rozłogi, ukorzeniające się w węzłach. Dzięki temu rozmnażaniu wegetatywnemu roślina szybko rozprzestrzenia się. Gatunek bardzo zmienny, szczególnie pod względem owłosienia. Roślina miododajna, owadopylna, zapylenie przeważnie krzyżowe, możliwe jest jednak również samozapylenie (gdy kwiaty zamykają się w czasie złej pogody). Kwitnie od maja do września.
Skład chemiczny: garbniki katechinowe (4–10%), flawonoidy (kwercetyna i jej glikozyd), kwasy organiczne, śluzy i żywice, duża zawartość witaminy C (do 95 mg/100 g).

## Ekologia
Rośnie w wilgotnych miejscach: na łąkach, pastwiskach, przydrożach, nad brzegami stawów i rowów, oraz na polach uprawnych jako chwast. Hemikryptofit. W klasyfikacji zbiorowisk roślinnych gatunek charakterystyczny dla O/All. Agropyro-Rumicion crispi.

## Zastosowanie
- Roślina lecznicza:
  - Surowiec zielarski: ziele – Herba Anserinae (Herba Potentille anserine), korzeń
  - Działanie: środek ściągający i przeciwzapalny, a także rozkurczający na mięśnie gładkie. Stosowany przy biegunkach, chorobach jelit i dróg żółciowych charakteryzujących się stanami kurczowymi, w początkowym stadium kamicy żółciowej, zaburzeniach menstruacji, nieżycie żołądka i jelit. Dzięki zawartości substancji gorzkich poprawia apetyt i ułatwia trawienie[10]. Rzadko stosowany oddzielnie, stanowi składnik mieszanek ziołowych[8].
  - Zbiór i suszenie: ziele zbiera się w okresie kwitnienia i suszy w temperaturze do 60 °C.
- Sztuka kulinarna: surowe liście dodaje się do zup, kasz, można przygotować jak szpinak. Kłącze jadalne na surowo lub gotowane (w smaku podobne do pasternaku)
- Kosmetyka: Dawniej we Francji stosowano wyciąg wodny z pięciornika (l'eau de beauté) do pielęgnacji cery.
- Garbarstwo: Roślina niegdyś używana w garbarstwie ze względu na dużą ilość garbników.

## Zmienność
Występuje w kilku podgatunkach, w niektórych ujęciach podnoszonych do rodzaju odrębnych gatunków:
- Potentilla anserina subsp. anserina (syn: Argentina anserina (L.) Rydb.)
- Potentilla anserina subsp. groenlandica (syn. Argentina egedii (Wormsk. ex Hornem.) Rydb., Potentilla egedii Wormsk. ex Hornem.)
- Potentilla anserina subsp. pacifica (syn. Potentilla pacifica Howell)